# Пчева
Пчева — деревня в Киришском районе Ленинградской области, пристань на реке Волхов, административный центр Пчевского сельского поселения.

## Название
Пчева — искаженное старинное слово «печва» или «печева», от глагола «печь».

## История
Согласно переписи 1710 года деревня Пчева упоминается в Никольском Городинском погосте Заонежской половины Обонежской пятины: 31 двор, 12 дворов пустых.
Деревянная православная часовня существовала в Пчеве с 1752 года.
Деревня Пчева упоминается на карте Санкт-Петербургской губернии 1792 года А. М. Вильбрехта.
На карте Санкт-Петербургской губернии Ф. Ф. Шуберта 1834 года она обозначена как село Пчева, состоящее из 105 крестьянских дворов.

ПЧЕВА — деревня принадлежит графу Кутайсову, число жителей по ревизии: 261 м. п., 248 ж. п. (1838 год)

ПЧЕВА — деревня графини Кутайсовой, по просёлочной дороге, число дворов — 79, число душ — 257 м. п. (1856 год)

В XIX веке крестьяне-лоцманы деревни Пчева занимались проводкой судов через Пчевские пороги на Волхове.

ПЧЕВА — село владельческое при реке Волхове, число дворов — 76, число жителей: 338 м. п., 336 ж. п.;
 Церковь православная. Часовен две. Сельское училище. Два торжка. (1862 год)

В 1862 году деревянная часовня была обращена в кладбищенскую церковь и освящена во имя св. патриарха Модеста. В 1863 году под наблюдением архитектора Шустова в селе было начато строительство каменной церкви. В 1868 году она была освящена во имя Преображения Господня.
В 1867—1868 годах временнообязанные крестьяне деревни выкупили свои земельные наделы у П. П. Кутайсовой и стали собственниками земли.
Позднее сборник Центрального статистического комитета описывал село так:

ПЧЕВО — село бывшее владельческое при реке Волхове, дворов — 112, жителей — 712; Две церкви православных, школа, 6 лавок, постоялый двор. (1885 год)

22 ноября 1893 года на сельском кладбище при церкви Преображения Господня был похоронен знаменитый русский сыщик, первый начальник сыскной полиции Санкт-Петербурга, действительный статский советник Иван Дмитриевич Путилин. 
Согласно данным первой переписи населения Российской империи:

ПЧЕВА — село, православных — 770, мужчин — 369, женщин — 401, обоего пола — 770. (1897 год)

Согласно материалам по статистике народного хозяйства Новоладожского уезда 1891 года имение при селениях Пчева и Чирково площадью 1459 десятин принадлежало наследной графине П. П. Кутайсовой, имение было приобретено до 1868 года.
Согласно епархиальным сведениям 1899 года к приходу Преображенской (св. Модеста) церкви в селе Пчева относились деревни: Андреево, Багольник, Оснички, Чирково, Шелогино.
В конце XIX века село административно относилось ко 2-му стану Новоладожского уезда Санкт-Петербургской губернии, в начале XX века — к Городищенской волости 5-го земского участка 1-го стана.
- Деревня Пчева на карте 1915 года

Согласно карте Петроградской и Новгородской губерний 1915 года в селе Пчева находились шесть ветряных мельниц.
С 1917 по 1922 год село Пчева входило в состав Пчевского сельсовета Городищенской волости Новоладожского уезда.
С 1922 года в составе Глажевской волости Волховского уезда.
Согласно данным переписи населения СССР 1926 года в селе Пчева проживали 956 человек — большинство русские, а также татары. 
С 1927 года в составе Андреевского района.
В 1928 году население села Пчева также составляло 956 человек.
С 1931 года в составе Киришского района. В 1931 году в селе был организован колхоз «Пролетарий».
Согласно карте Ленинградской области Северо-западного аэрогеодезического треста ГГУ издания 1932 года село насчитывало 104 крестьянских двора. В селе находились: сельсовет, пристань, церковь, почтово-телеграфная контора и ветряная мельница.
По данным 1933 года село Пчева являлось административным центром и единственным населённым пунктом Пчевского сельсовета Киришского района, с населением 1345 человек.
По данным 1936 года в состав Пчевского сельсовета входил 1 населённый пункт, 189 хозяйств и 1 колхоз.
- План села Пчева. 1937 год

Согласно топографической карте РККА 1937 года село насчитывало 173 крестьянских двора. В селее находись: сельсовет, медицинский пункт, пристань, паромная переправа, школа, церковь и две ветряных мельницы, работал колхоз «Пролетарий». 
Согласно данным переписи населения СССР 1939 года в селе Пчева  проживали 351 мужчина и 407 женщин, всего 758 человек.
В годы Великой Отечественной войны с 28 октября 1941 года в течение нескольких дней в селе в обороне против превосходящих сил противника сражался 1084 стрелковый полк 310 стрелковой дивизии.
С 1963 года в составе Волховского района.
С 1965 года вновь в составе Киришского района. В 1965 году население деревни Пчева составляло 213 человек.
По данным 1966 и 1973 годов деревня Пчева являлась административным центром Пчевского сельсовета, в деревне располагалась центральная усадьба совхоза «Киришский».
По данным 1990 года в деревне Пчева проживали 917 человек. Деревня являлась административным центром Пчевского сельсовета в который входили 10 населённых пунктов: деревни Витка, Городище, Дубняги, Дуняково, Иконово, Мотохово, Новинка, Панихино, Пчева, Чирково, общей численностью населения 1499 человек.
В 1997 году в деревне Пчева Пчевской волости проживали 1094 человека, в 2002 году — 1025 человек (русские — 92 %).
В 2007 году в деревне Пчева Пчевского СП — 1112 человек.

## География
Деревня расположена в северо-западной части района на автодороге 41К-022 (Кириши — Городище — Волхов), в месте примыкания к ней автодороги 41К-549 (Пчева — Дубняги).
Расстояние до районного центра — 11 км.
Расстояние до ближайшей железнодорожной станции Андреево — 4 км.
Деревня находится на правом берегу реки Волхов.

## Демография
| 1862 | 1897 | 2007  | 2010 | 2017  |
| ---- | ---- | ----- | ---- | ----- |
| 674  | ↗770 | ↗1112 | ↘955 | ↗1048 |

### Национальный состав
Согласно данным Всероссийской переписи населения 2021 года в деревне проживали 922 человека, из них:
 русские — 862, аварцы — 25, белорусы — 10, азербайджанцы — 6, лезгины — 5, даргинцы — 2, украинцы — 2, армяне — 1, молдаване — 1, табасараны — 1, узбеки — 1, другие национальности — 4 человека, два человека национальность не указали.

## Улицы
Героев, Набережная, Речная, Садовая, Советская.